# Giorgi Chanturia
Giorgi Chanturia (in georgiano გიორგი ჭანტურია?; Tbilisi, 11 aprile 1993) è un ex calciatore georgiano, di ruolo attaccante.
In patria è stato soprannominato il Leo Messi georgiano.

## Carriera

### Club

#### L'esordio, il prestito al Barcellona e poi Vitesse
La sua carriera da calciatore inizia quando nel 2004 viene acquistato dal Saburtalo per militare nelle giovanili del club. Grazie alle sue qualità calcistiche, viene notato dal Barcellona che decide di accaparrarsi il giocatore in prestito per un anno inserendolo nella selezione Juvenil B. In quell'anno disputa una grande stagione realizzando 11 gol ma, ciò nonostante, il club blaugrana non riesce a portare a termine il passaggio definitivo. Nel 2011 ritorna nel club di appartenenza e, dopo una sola stagione, decide di accettare il trasferimento al Vitesse del presidente Merab Zjordania, suo connazionale.
Ad aprile 2011, dopo il compimento dei 18 anni, firma il suo primo contratto da calciatore professionista e compie il suo debutto ufficiale nel match dell'Eredivisie contro l'ADO Den Haag. Nella partita successiva segna la sua prima rete contro il VVV-Venlo, finita con il risultato di 4 a 0 a favore delle aquile giallonere. Il 19 febbraio 2014 passa al CFR Cluj. Il 12 giugno 2014 il Cluj comunica il passaggio di Chanturia all'Hellas Verona per una cifra di circa 1 milione di euro, che lo lascia in prestito alla squadra romena. Nel luglio 2015, a causa delle difficoltà economiche del Cluj, l'accordo stipulato con l'Hellas Verona decade e la società scaligera rinuncia al tesseramento del giocatore.
All'inizio di Ottobre 2015 viene tesserato dal Duisburg nella Seconda serie tedesca.

### Nazionale
Nel 2009 compie la sua prima apparizione con la Nazionale georgiana Under-17 e, dopo essersi messo in mostra in alcune amichevoli, ottiene la convocazione nell'Under-21 per partecipare ad alcune amichevoli previste per il 2010. Nel 2011 partecipa alle qualificazioni, con la divisione nazionale Under-19, per il Campionato europeo di calcio Under-19.
Ha esordito in Nazionale maggiore il 5 marzo 2014 nell'amichevole Georgia-Liechtenstein (2-0).

## Statistiche

### Presenze e reti nei club
Statistiche aggiornate al 9 dicembre 2018.
| Stagione            | Squadra             | Campionato      | Campionato | Campionato | Coppe nazionali | Coppe nazionali | Coppe nazionali | Coppe continentali | Coppe continentali | Coppe continentali | Altre coppe | Altre coppe | Altre coppe | Totale | Totale |
| Stagione            | Squadra             | Comp            | Pres       | Reti       | Comp            | Pres            | Reti            | Comp               | Pres               | Reti               | Comp        | Pres        | Reti        | Pres   | Reti   |
| ------------------- | ------------------- | --------------- | ---------- | ---------- | --------------- | --------------- | --------------- | ------------------ | ------------------ | ------------------ | ----------- | ----------- | ----------- | ------ | ------ |
| 2011-2012           | Vitesse             | ED              | 25+3       | 4+0        | CO              | 3               | 0               | -                  | -                  | -                  | -           | -           | -           | 31     | 4      |
| 2012-gen. 2013      | Vitesse             | ED              | 1          | 0          | CO              | 0               | 0               | UEL                | 3                  | 0                  | -           | -           | -           | 4      | 0      |
| gen.-giu. 2013      | Alanija Vladikavkaz | PL              | 6          | 0          | KR              | -               | -               | -                  | -                  | -                  | -           | -           | -           | 6      | 0      |
| 2013-feb. 2014      | Vitesse             | ED              | 8          | 1          | CO              | 2               | 1               | UEL                | 2                  | 0                  | -           | -           | -           | 12     | 2      |
| Totale Vitesse      | Totale Vitesse      | Totale Vitesse  | 34+3       | 5+0        |                 | 5               | 1               |                    | 5                  | 0                  |             | -           | -           | 47     | 6      |
| feb. 2014-giu. 2014 | CFR Cluj            | Liga I          | 7          | 1          | CR              | 0               | 0               | -                  | -                  | -                  | -           | -           | -           | 7      | 1      |
| 2014-2015           | CFR Cluj            | Liga I          | 22         | 4          | CR              | 4               | 2               | -                  | -                  | -                  | -           | -           | -           | 26     | 6      |
| Totale CFR Cluj     | Totale CFR Cluj     | Totale CFR Cluj | 29         | 5          |                 | 4               | 2               |                    | -                  | -                  |             | -           | -           | 33     | 7      |
| 2015-2016           | Duisburg            | ZL              | 22+2       | 4          | CG              | 0               | 0               | -                  | -                  | -                  | -           | -           | -           | 24     | 4      |
| 2016-2017           | Ural                | PL              | 12         | 2          | KR              | 2               | 2               | -                  | -                  | -                  | -           | -           | -           | 14     | 4      |
| 2017-2018           | Ural                | PL              | 18         | 3          | KR              | 0               | 0               | -                  | -                  | -                  | -           | -           | -           | 18     | 3      |
| 2018-gen. 2019      | Ural                | PL              | 0          | 0          | KR              | 1               | 0               | -                  | -                  | -                  | -           | -           | -           | 1      | 0      |
| Totale Ural         | Totale Ural         | Totale Ural     | 30         | 5          |                 | 3               | 2               |                    | -                  | -                  |             | -           | -           | 33     | 7      |
| Totale carriera     | Totale carriera     | Totale carriera | 126        | 19         |                 | 12              | 5               |                    | 5                  | 0                  |             | -           | -           | 143    | 24     |

### Cronologia presenze e reti in nazionale
| Cronologia completa delle presenze e delle reti in nazionale ― Georgia | Cronologia completa delle presenze e delle reti in nazionale ― Georgia | Cronologia completa delle presenze e delle reti in nazionale ― Georgia | Cronologia completa delle presenze e delle reti in nazionale ― Georgia | Cronologia completa delle presenze e delle reti in nazionale ― Georgia | Cronologia completa delle presenze e delle reti in nazionale ― Georgia | Cronologia completa delle presenze e delle reti in nazionale ― Georgia | Cronologia completa delle presenze e delle reti in nazionale ― Georgia |
| Data                                                                   | Città                                                                  | In casa                                                                | Risultato                                                              | Ospiti                                                                 | Competizione                                                           | Reti                                                                   | Note                                                                   |
| ---------------------------------------------------------------------- | ---------------------------------------------------------------------- | ---------------------------------------------------------------------- | ---------------------------------------------------------------------- | ---------------------------------------------------------------------- | ---------------------------------------------------------------------- | ---------------------------------------------------------------------- | ---------------------------------------------------------------------- |
| 5-3-2014                                                               | Tbilisi                                                                | Georgia                                                                | 2 – 0                                                                  | Liechtenstein                                                          | Amichevole                                                             | 1                                                                      | 60’                                                                    |
| 11-10-2014                                                             | Glasgow                                                                | Scozia                                                                 | 1 – 0                                                                  | Georgia                                                                | Qual. Euro 2016                                                        | -                                                                      | 80’                                                                    |
| 14-10-2014                                                             | Faro                                                                   | Gibilterra                                                             | 0 – 3                                                                  | Georgia                                                                | Qual. Euro 2016                                                        | -                                                                      | 76’                                                                    |
| 14-11-2014                                                             | Tbilisi                                                                | Georgia                                                                | 0 – 4                                                                  | Polonia                                                                | Qual. Euro 2016                                                        | -                                                                      | 68’                                                                    |
| 25-3-2015                                                              | Tbilisi                                                                | Georgia                                                                | 2 – 0                                                                  | Malta                                                                  | Amichevole                                                             | -                                                                      | 64’                                                                    |
| 29-3-2015                                                              | Tbilisi                                                                | Georgia                                                                | 0 – 2                                                                  | Germania                                                               | Qual. Euro 2016                                                        | -                                                                      | 46’ 82’                                                                |
| 9-6-2015                                                               | Linz                                                                   | Georgia                                                                | 1 – 2                                                                  | Ucraina                                                                | Amichevole                                                             | -                                                                      | 46’                                                                    |
| 13-6-2015                                                              | Varsavia                                                               | Polonia                                                                | 4 – 0                                                                  | Georgia                                                                | Qual. Euro 2016                                                        | -                                                                      | 63’                                                                    |
| 11-11-2015                                                             | Tallinn                                                                | Estonia                                                                | 3 – 0                                                                  | Georgia                                                                | Amichevole                                                             | -                                                                      | 45’                                                                    |
| 16-11-2015                                                             | Scutari                                                                | Albania                                                                | 2 – 2                                                                  | Georgia                                                                | Amichevole                                                             | 1                                                                      | 90’                                                                    |
| 29-3-2016                                                              | Tbilisi                                                                | Georgia                                                                | 1 – 1                                                                  | Kazakistan                                                             | Amichevole                                                             | -                                                                      | 45’                                                                    |
| 7-6-2016                                                               | Getafe                                                                 | Spagna                                                                 | 0 – 1                                                                  | Georgia                                                                | Amichevole                                                             | -                                                                      | 72’                                                                    |
| 5-9-2016                                                               | Tbilisi                                                                | Georgia                                                                | 1 – 2                                                                  | Austria                                                                | Qual. Mondiali 2018                                                    | -                                                                      | 84’                                                                    |
| 12-11-2016                                                             | Tbilisi                                                                | Georgia                                                                | 1 – 1                                                                  | Moldavia                                                               | Qual. Mondiali 2018                                                    | -                                                                      |                                                                        |
| Totale                                                                 |                                                                        | Presenze                                                               | 14                                                                     |                                                                        | Reti                                                                   | 2                                                                      |                                                                        |